# Kostel Nanebevzetí Panny Marie (Předklášteří, novogotický)
Kostel Nanebevzetí Panny Marie je římskokatolický chrám v obci Předklášteří v okrese Brno-venkov. Je součástí památkově chráněného areálu kláštera Porta coeli, který byl roku 2010 prohlášen národní kulturní památkou České republiky.
Po zrušení konventu cisterciaček v roce 1782 se klášterní kostel Nanebevzetí Panny Marie stal farním chrámem. O obnově kláštera jednal řád od roku 1861, románsko-gotická bazilika ale zůstala farnosti. Proto nechaly sestry v letech 1900 a 1901 postavit nový konventní kostel (resp. kapli) v novogotickém slohu podle projektu Františka Pavlů. Chrám vznikl na místě sýpky (ještě předtím se zde nacházela kaple svaté Kateřiny, jejíž základy byly nalezeny), u západního křídla ambitu. Jedná se o jednolodní stavbu s pravoúhle zakončeným kněžištěm, loď i presbytář jsou zaklenuty křížovou klenbou. V pozdější době byla ke severní stěně kněžiště přistavěna sakristie.
Je filiálním kostelem předklášterské farnosti.